# Eupholidoptera cephalonica
Eupholidoptera cephalonica är en insektsart som beskrevs av Willemse, F.M.H. och L.P.M. Willemse 2004. Eupholidoptera cephalonica ingår i släktet Eupholidoptera och familjen vårtbitare. Inga underarter finns listade i Catalogue of Life.